# Troppo forte! (serie televisiva)
(Ispettore Sledge Hammer)
Troppo forte! (Sledge Hammer!) è una sitcom statunitense prodotta dal 1986 al 1988 e trasmessa dalla ABC. La peculiarità della serie è di riprendere spesso, in chiave parodistica, situazioni di film e serie poliziesche americane di successo.
In Italia la serie è andata in onda su Italia 1 a partire dal 7 luglio 1987.

## Trama
L'ispettore di Polizia Sledge Hammer (nome che alla lettera significa "martellone") risolve in modo sbrigativo, brutale, goffo e fortuito i casi a cui viene assegnato, sparando con ogni scusa; è assistito dalla tenente Dori Doreau, sotto gli ordini, puntualmente disattesi, del Capitano Trunk.
Sledge Hammer usa abitualmente la frase "Fidati di me, io so quello che faccio" per zittire chi lo invita a desistere da determinate intenzioni, ma il più delle volte quello che ne segue è un mezzo disastro.
La sola a credere nella sostanziale bontà d'animo di Sledge è la collega Doreau, inconsciamente innamorata di lui, ma il misogino e tonto ispettore Hammer è fedele solo alla sua 44 Magnum, con la quale dorme sempre e alla quale parla.
Il nome del protagonista fa riferimento al più noto Mike Hammer, ma la serie è una parodia abbastanza evidente della serie Hunter, con alcuni riferimenti dalla serie cinematografica dell'ispettore Callaghan.

## Episodi
| Stagione         | Episodi | Prima TV USA | Prima TV Italia |
| ---------------- | ------- | ------------ | --------------- |
| Prima stagione   | 22      | 1986-1987    |                 |
| Seconda stagione | 19      | 1987-1988    |                 |